# Szermierka na Letnich Igrzyskach Olimpijskich 1900 – szpada amatorzy
Indywidualny turniej szpadzistów amatorów był jedną z siedmiu konkurencji szermierskich rozgrywanych podczas II Letnich Igrzysk Olimpijskich w Paryżu w 1900 roku. Zawody odbyły się w dniach 1 - 14 czerwca. W zawodach wzięło udział 104 zawodników z 9 krajów. Złoty medal zdobył Kubańczyk Ramón Fonst.

## Runda 1
W pierwszej rundzie zawodnicy zostali podzieleni na 17 grup, 15 sześcioosobowych i 2 siedmioosobowe. W każdej grupie zawodnicy walczyli ze sobą każdy z każdym. Zawodnicy z czołowych dwóch miejsc awansowali do ćwierćfinału.
| Grupa A | Grupa A                      |
| Miejsce | Zawodnik                     |
| ------- | ---------------------------- |
| 1       | J. M. Rosé                   |
| 2       | Édouard, wicehrabia Lastours |
| 3-6     | A. Berger                    |
| 3-6     | Luquetas                     |
| 3-6     | Mosso                        |
| 3-6     | A. Tintant                   |

| Grupa B | Grupa B          |
| Miejsce | Zawodnik         |
| ------- | ---------------- |
| 1       | de Pradel        |
| 2       | Jean Dreyfuss    |
| 3-6     | de la Chevalerie |
| 3-6     | Gardiès          |
| 3-6     | Hérrison         |
| 3-6     | Ivanovich        |

| Grupa C | Grupa C                       |
| Miejsce | Zawodnik                      |
| ------- | ----------------------------- |
| 1       | Roffo                         |
| 2       | Fouchier                      |
| 3-6     | Pierre Georges Louis d'Hugues |
| 3-6     | Moreil                        |
| 3-6     | Joseph Rodrigues              |
| 3-6     | Véve                          |

| Grupa D | Grupa D          |
| Miejsce | Zawodnik         |
| ------- | ---------------- |
| 1       | Ramón Fonst      |
| 2       | Edmond Wallace   |
| 3       | Willy Sulzbacher |
| 4-6     | Bazin            |
| 4-6     | Fleury           |
| 4-6     | Thomeguex        |

| Grupa E | Grupa E               |
| Miejsce | Zawodnik              |
| ------- | --------------------- |
| 1       | Gaston Alibert        |
| 2       | Georges de la Falaise |
| 3-6     | Olivier Collarini     |
| 3-6     | Grad                  |
| 3-6     | Massé                 |
| 3-6     | Morin                 |

| Grupa F | Grupa F            |
| Miejsce | Zawodnik           |
| ------- | ------------------ |
| 1       | Jean-Joseph Renaud |
| 2       | Maurice Boisdon    |
| 3-6     | de Champeaux       |
| 3-6     | Loizillon          |
| 3-6     | Salvanahac         |
| 3-6     | de Segonzac        |

| Grupa G | Grupa G       |
| Miejsce | Zawodnik      |
| ------- | ------------- |
| 1       | Plommet       |
| 2       | Léon Thiébaut |
| 3       | Lariviére     |
| 4-6     | Adam          |
| 4-6     | Robert Marc   |
| 4-6     | Taillefert    |

| Grupa H | Grupa H                |
| Miejsce | Zawodnik               |
| ------- | ---------------------- |
| 1       | André Rabel            |
| 2       | Bowden                 |
| 3-6     | de Lastic              |
| 3-6     | Georges Leroy          |
| 3-6     | Miller                 |
| 3-6     | Ivan, Viscount d'Oyley |

| Grupa I | Grupa I                   |
| Miejsce | Zawodnik                  |
| ------- | ------------------------- |
| 1       | Richard Wallace           |
| 2       | Freydoun Malkom           |
| 3-6     | Marie Joseph Anatole Elie |
| 3-6     | de Laugardière            |
| 3-6     | Redeuil                   |
| 3-6     | Prospère Sénat            |

| Grupa J | Grupa J     |
| Miejsce | Zawodnik    |
| ------- | ----------- |
| 1       | Levé        |
| 2       | Maurice Jay |
| 3-6     | de Labourde |
| 3-6     | Lemoine     |
| 3-6     | Robinson    |
| 3-6     | de Romilly  |

| Grupa K | Grupa K             |
| Miejsce | Zawodnik            |
| ------- | ------------------- |
| 1       | Giuseppe Giurato    |
| 2       | Bideau              |
| 3-6     | Claude de Boissière |
| 3-6     | Albert Cahen        |
| 3-6     | Fernandès           |
| 3-6     | de la Tournable     |

| Grupa L | Grupa L    |
| Miejsce | Zawodnik   |
| ------- | ---------- |
| 1       | Guillemard |
| 2       | Holzchuch  |
| 3       | Ducreuil   |
| 4-6     | Andreac    |
| 4-6     | Costiesco  |
| 4-6     | A. Robert  |

| Grupa M | Grupa M                |
| Miejsce | Zawodnik               |
| ------- | ---------------------- |
| 1       | Léon Sée               |
| 2       | Eduardo Camet          |
| 3-6     | Carlos de Candamo      |
| 3-6     | Mauricio Ponce de Léon |
| 3-6     | de Meuse               |
| 3-6     | Rodrigues              |

| Grupa N | Grupa N                     |
| Miejsce | Zawodnik                    |
| ------- | --------------------------- |
| 1       | Henri Hébrard de Villeneuve |
| 2       | Moquet                      |
| 3-7     | de Cazenove                 |
| 3-7     | Thion de la Chaume          |
| 3-7     | de Pradines                 |
| 3-7     | Prosper                     |
| 3-7     | Rosenbaum                   |

| Grupa O | Grupa O              |
| Miejsce | Zawodnik             |
| ------- | -------------------- |
| 1       | Louis Perrée         |
| 2       | Henri-Georges Berger |
| 3-6     | Louis Bastien        |
| 3-6     | François             |
| 3-6     | Peberay              |
| 3-6     | Preurot              |

| Grupa P | Grupa P        |
| Miejsce | Zawodnik       |
| ------- | -------------- |
| 1       | Tony Smet      |
| 2       | Début          |
| 3-7     | Gaston Achille |
| 3-7     | Duclos         |
| 3-7     | Fedreghini     |
| 3-7     | Fichot         |
| 3-7     | Weber          |

| Grupa Q | Grupa Q      |
| Miejsce | Zawodnik     |
| ------- | ------------ |
| 1       | Adrien Guyon |
| 2       | Hileret      |
| 3-6     | Delprat      |
| 3-6     | Lafontaine   |
| 3-6     | Thomeguex    |
| 3-6     | de Vars      |

## Ćwierćfinały
Pierwotnie planowano 6 grup, 2 grupy z pięcioma zawodnikami i 4 grupy z sześcioma. Czołowa trójka miała awansować do półfinału. Trzech zawodników zrezygnowało, więc ćwierćfinały uległy reorganizacji. Powstało 5 grup po sześciu zawodników w każdej. W ostatniej grupie był Holzchuch i czterech zawodników, którzy przegrali w swoich ćwierćfinałach.
| Ćwierćfinał A | Ćwierćfinał A |
| Miejsce       | Zawodnik      |
| ------------- | ------------- |
| 1             | Jean Dreyfuss |
| 2             | Plommet       |
| 3             | Levé          |
| 4-6           | Hileret       |
| 4-6           | Moquet        |
| 4-6           | Roffo         |

| Ćwierćfinał B | Ćwierćfinał B                |
| Miejsce       | Zawodnik                     |
| ------------- | ---------------------------- |
| 1             | Richard Wallace              |
| 2             | Édouard, wicehrabia Lastours |
| 3             | Georges de la Falaise        |
| 4-6           | Bowden                       |
| 4-6           | Guillemard                   |
| 4-6           | Léon Thiébaut                |

| Ćwierćfinał C | Ćwierćfinał C               |
| Miejsce       | Zawodnik                    |
| ------------- | --------------------------- |
| 1             | Edmond Wallace              |
| 2             | Eduardo Camet               |
| 3             | de Pradel                   |
| 4-6           | Bideau                      |
| 4-6           | Tony Smet                   |
| 4-6           | Henri Hébrard de Villeneuve |

| Ćwierćfinał D | Ćwierćfinał D        |
| Miejsce       | Zawodnik             |
| ------------- | -------------------- |
| 1             | Gaston Alibert       |
| 2             | Léon Sée             |
| 3             | Ramón Fonst          |
| 4-6           | Henri-Georges Berger |
| 4-6           | Giuseppe Giurato     |
| 4-6           | Freydoun Malkom      |

| Ćwierćfinał E | Ćwierćfinał E   |
| Miejsce       | Zawodnik        |
| ------------- | --------------- |
| 1             | Maurice Boisdon |
| 2             | Louis Perrée    |
| 3             | J. M. Rosé      |
| 4-6           | Début           |
| 4-6           | Fouchier        |
| 4-6           | Adrien Guyon    |

| Ćwierćfinał F | Ćwierćfinał F |
| Miejsce       | Zawodnik      |
| ------------- | ------------- |
| 1             | Holzchuch     |
| 2             | Léon Thiébaut |
| 3             | Guillemard    |

| Wycofali się       |
| Zawodnik           |
| ------------------ |
| Maurice Jay        |
| André Rabel        |
| Jean-Joseph Renaud |

## Półfinały
W półfinałach walczyło 18 zawodników, po 6 w każdym półfinale. Czołowa trójka z każdego półfinału awansowała do finału.
| Półfinał A | Półfinał A                   |
| Miejsce    | Zawodnik                     |
| ---------- | ---------------------------- |
| 1          | Gaston Alibert               |
| 2          | Plommet                      |
| 3          | Léon Sée                     |
| 4-6        | Édouard, wicehrabia Lastours |
| 4-6        | Holzchuch                    |
| 4-6        | J. M. Rosé                   |

| Półfinał B | Półfinał B            |
| Miejsce    | Zawodnik              |
| ---------- | --------------------- |
| 1          | Georges de la Falaise |
| 2          | Louis Perrée          |
| 3          | Eduardo Camet         |
| 4-6        | Maurice Boisdon       |
| 4-6        | Jean Dreyfuss         |
| 4-6        | de Pradel             |

| Półfinał C | Półfinał C      |
| Miejsce    | Zawodnik        |
| ---------- | --------------- |
| 1          | Léon Thiébaut   |
| 2          | Edmond Wallace  |
| 3          | Ramón Fonst     |
| 4-6        | Guillemard      |
| 4-6        | Levé            |
| 4-6        | Richard Wallace |

## Finał
Każdy zawodnik stoczył 5 lub 6 walk. Fonst i Perrée wygrali po 4 walki. Fonst wygrał walkę barażową i zdobył złoty medal.
| Miejsce | Zawodnik              | Wygrane | Przegrane |
| ------- | --------------------- | ------- | --------- |
| 1       | Ramón Fonst           | 4       | 2         |
| 2       | Louis Perrée          | 4       | 1         |
| 3       | Léon Sée              | 3       | 2         |
| 4       | Georges de la Falaise | 3       | 3         |
| 5       | Eduardo Camet         | 2       | 3         |
| 6       | Edmond Wallace        | 2       | 4         |
| 7       | Gaston Alibert        | 2       | 3         |
| 8       | Léon Thiébaut         | 2       | 4         |
| 9       | Plommet               | 0       | 6         |